# Le Mesnil-Auzouf
Le Mesnil-Auzouf è un ex comune francese di 318 abitanti situato nel dipartimento del Calvados nella regione della Normandia. Dal 1º gennaio 2017 è stato accorpato con il comune di Jurques per formare il comune di Dialan sur Chaîne, del quale costituisce comune delegato.  

## Società

### Evoluzione demografica
Abitanti censiti